# Pet de monja
Els pets de monja o, d'una manera més puritana, sospirs de noia, són unes galetetes petites i rodones, amb forma de mugró, de la cuina catalana.

## Història
Hom diu que les va inventar un pastisser italià cap al segle xix a Barcelona. El nom original de la galeta era pit de monja, en al·lusió a la seva forma de mamella. Sembla que amb el temps pit va derivar en pet, terme també irreverent però sense connotacions sexuals.
Un dels ingredients principals d'aquestes galetes són nous polvoritzades.

## Cultura popular
Els pets de monja apareixen a la tornada de la cançó El meu hàmster va anar a Cuba de Quimi Portet.

## Recepta

### Ingredients
```
* 5 - Ous
* 300 g - Sucre
* Pell de llimona ratllada
* 200 g - Farina
* Mantega
```

### Preparació
Bateu els ous amb el sucre fins que quedin d'un color blanquinós.
Afegiu-hi la ratlladura de llimona i la farina, i barregeu-ho amb una espàtula.
Poseu la massa en una mànega amb un broc petit i llis i aneu-ne fent pilonets en una placa de forn untada amb mantega o coberta amb paper d'estrassa.
Poseu-ho al forn a 180° fins que les pastes s'assequin i es daurin una mica.